# Je veux tes yeux
Je veux tes yeux is een single van de Belgische zangeres Angèle. De single kwam uit op 31 januari 2018, als tweede single van haar debuutalbum Brol. De single werd in Frankrijk en België bekroond met goud.

## Achtergrond
Angèle zong het nummer vaak in de bis-nummers tijdens haar gekende Brol Tour. Ook bracht ze de single live tijdens de MIA's met haar andere grote hit Tout oublier. In het nummer zingt Angèle over een online dating en de angst die ze heeft om de persoon in het echte leven te ontmoeten.
De videoclip van de single werd gerealiseerd door Charlotte Abramow. In de videoclip, die al meer dan 14 miljoen keer werd bekeken speelt de zangeres met enkele oogballen. Die oogballen gebruikt Angèle ook tijdens haar tournee, en zijn een soort van symbool voor het nummer.

## Hitnoteringen

### VlaamseUltratop 50
| Positie: | 43 | 32 | 25 | 43 | 31 | 25 | 38 | 37 | uit |